# 博爱医院旧址
博爱医院旧址位于中国福建省厦门市鼓浪屿，是全国重点文物保护单位鼓浪屿近代建筑群的子项目之一。
1918年日本以“台湾总督府卫生课善邻会”之名以在鼓浪屿创办博爱医院，附设四年制医学专科学校。建筑坐东南朝西北，双层平顶砖混建筑，外立面以黄色涂料外墙与釉面砖作为主要原料，是日本流行的早期现代建筑形式，具表现主义特征。